# Entelopes wallacei
Entelopes wallacei là một loài bọ cánh cứng trong họ Cerambycidae.